# Hur Jun
Hur Jun (ook bekend als The Way of Medicine: The Epic Doctor Hur Jun) is een Zuid-Koreaanse soapserie uit 2000 die werd uitgezonden door de MBC. Het verhaal handelt over Heo Jun de onwettige zoon van een magistraat die dokter wordt. De serie werd tevens uitgezonden in Taiwan (2002) en Hongkong (2005). De show kent veel overeenkomsten met de populaire serie Dae Jang Geum, die handelde over de eerste vrouwelijke arts aan het Koreaanse hof tijdens de Joseon Dynastie.

## Verhaal
Als de onwettige zoon van een magistraat moet Heo Jun tijdens zijn jeugd veel moeilijkheden en discriminatie het hoofd bieden omdat hij opgroeit in de laagste sociale klasse. Uiteindelijk vestigt hij zich in de provincie Gyeongsangnam-do waar hij medicijnen studeert en in het proces een volwassen man wordt. Hij is vastberaden om zijn talent te gebruiken om de zwakkeren in de samenleving te helpen. De reputatie die hij opbouwt, bezorgd hem uiteindelijk een functie aan het hof.